# Castillo de Trim

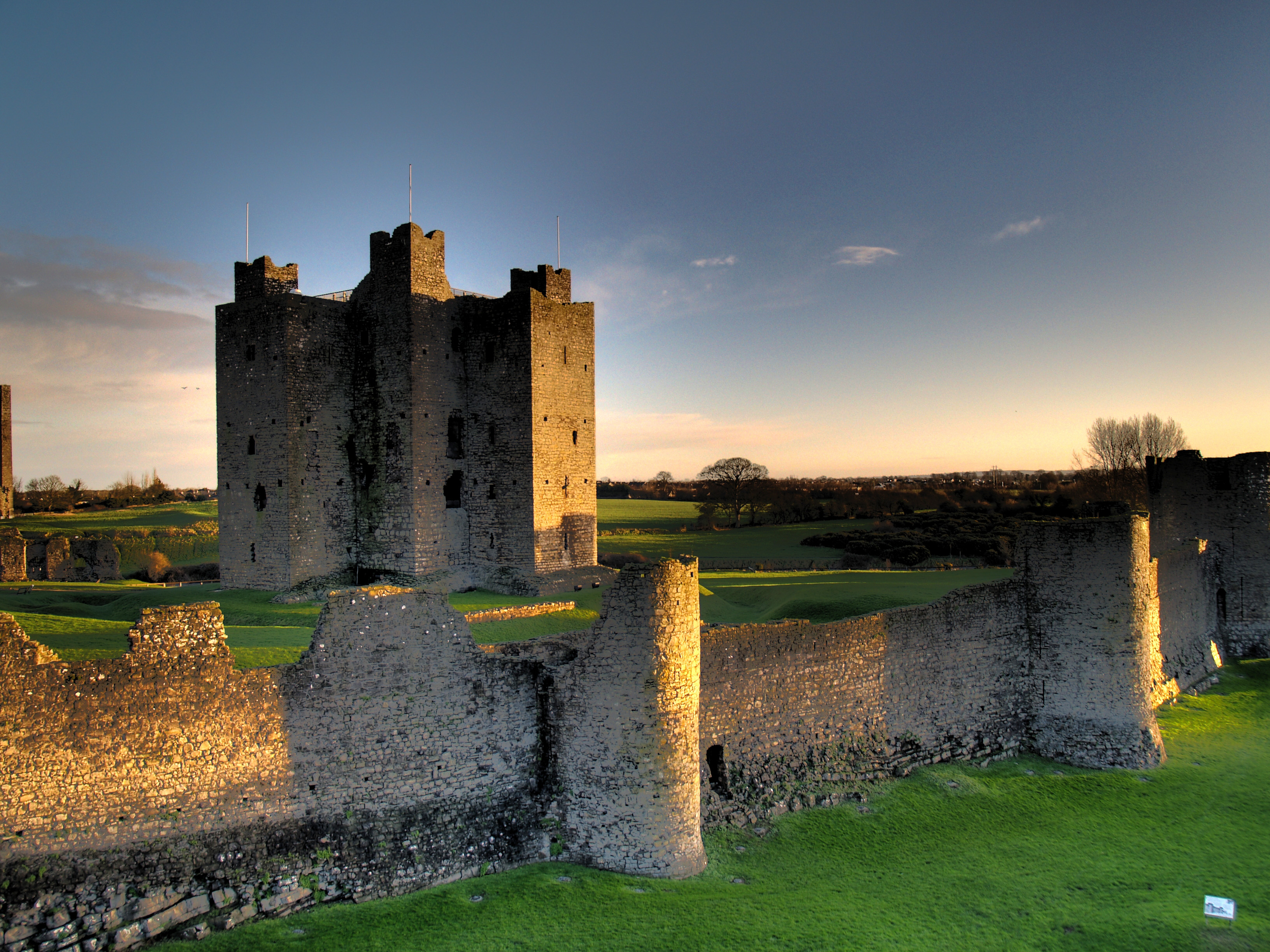
Castillo de Trim.

El castillo de Trim (Trim Castle en inglés y en irlandés Caisleán Bhaile Atha Troim) es un castillo ubicado en la ciudad irlandesa de Trim, perteneciente actualmente al Condado de Meath, que fue construido a orillas del río Boyne. Ocupa una superficie total de unos 30 000 m², lo que hace de él el mayor castillo de Irlanda, a la vez que se trata del mayor complejo arquitectónico de la llamada arquitectura normanda en toda Europa. Fue construido por Hugo de Lacy y su hijo Walter de Lacy.

## Arquitectura

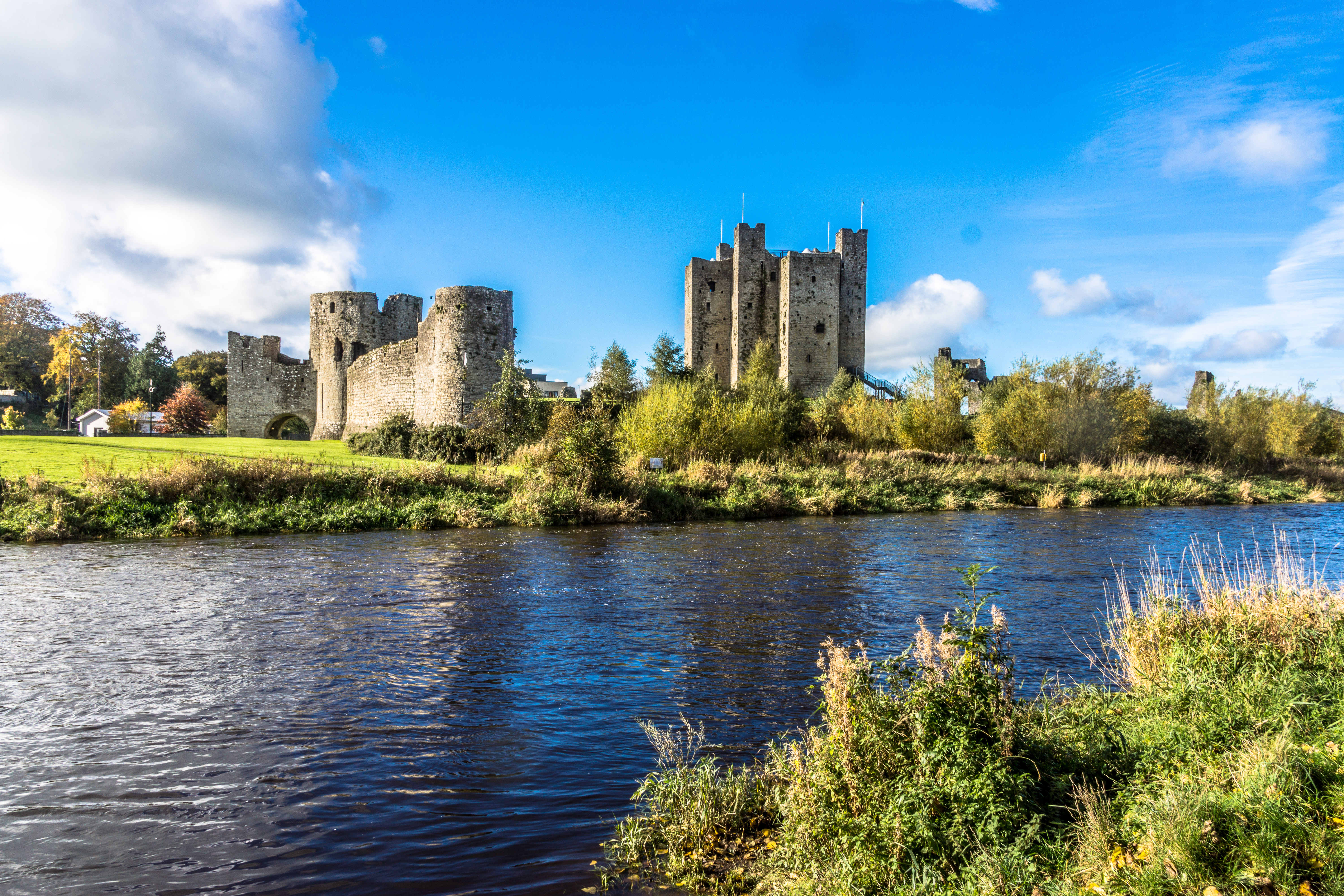
Castillo de Trim (noviembre de 2013)

El edificio central tiene tres pisos de altura, siendo llamado torre de guardia o simplemente torre, y posee una planta cruciforme única, que se asemeja a la superposición de un cuadrado a una cruz, lo que comporta de este modo que tenga un total de 20 ángulos distintos. Fue construido en al menos tres fases diferenciadas: la primera de ellas por Hugh o Hugo de Lacy, aproximadamente hacia el año 1174, y la segunda y tercera fases en 1196 y en 1206, ambas por Walter de Lacy, el hijo de Hugo. La torre ocupa el emplazamiento en que se asentó anteriormente una fortificación de madera, desaparecida en un incendio en el año 1173, como consecuencia de los ataques efectuados contra el lugar por el rey de Connacht, Rory O'Connor (en irlandés Ruaidrí Ua Conchobair).
Los restos conservados de las murallas del castillo de Trim datan principalmente de mediados del siglo XIII. Se sitúan en el lado del complejo arquitectónico que cae hacia el lado de la ciudad de Dublín o de la propia ciudad de Trim, mientras que han desaparecido completamente por los avatares de la Historia los que se encontraban hacia el lado del río Boyne.
Algunos otros edificios o componentes del castillo de Trim han sobrevivido también hasta nuestros días: una barbacana (elemento de fortificación que protege una puerta) redonda, muy poco habitual, que se encuentra inserta en la muralla de cierre del castillo, y que sirve como puerta de acceso del castillo desde la ciudad de Dublín, una casamata de guardia cuadrada emplazada en el lado que cae hacia la ciudad, denominada Puerta de Trim (en inglés Trim Gate), los cimientos de un gran salón fechados hacia mediados del siglo XIII, así como una ceca o fábrica de acuñación de moneda.

## Historia
El castillo constituyó un centro administrativo de los conquistadores anglonormandos para la llamada Liberty of Meath, una de las zonas administrativas del territorio irlandés instituidas por el rey Enrique II de Inglaterra, cuya gestión fue encomendada a Hugo de Lacy. Este último tomó posesión de su nuevo cargo en el año 1172, decidiendo residir en el castillo de Trim en 1174, tras la construcción del nuevo castillo en piedra.

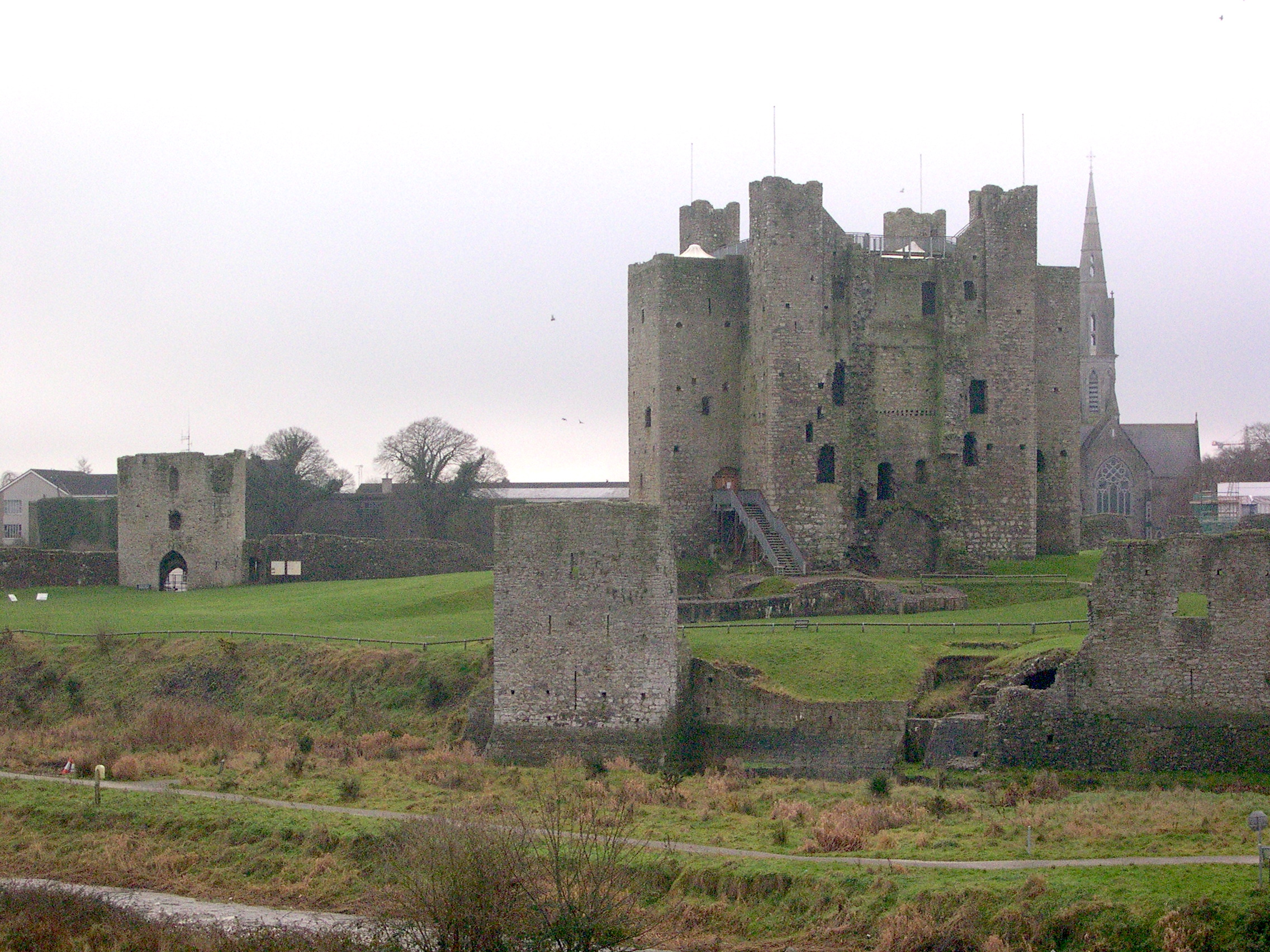
Castillo de Trim.

El emplazamiento para el nuevo castillo fue elegido en razón de su situación, en un terreno elevado, con caída a pico sobre un vado existente en el río Boyne. Aunque emplazado a 40 km de distancia del mar de Irlanda, era en esa época accesible para los barcos, que podían remontar el río desde su desembocadura.
A finales de la Edad Media, el castillo de Trim Castle era el centro administrativo del condado de Meath, y señalaba la frontera norte del English Pal, una región de un radio de una treintena de kilómetros en los alrededores de Dublín, región que estaba siendo progresivamente fortificada por los ingleses para poder defenderse de las incursiones de los irlandeses.
Durante los siglos XVI y XVII, la importancia militar y estratégica del castillo decayó, debido al progresivo asentamiento del control británico sobre Irlanda, con lo que su estado se deterioró rápidamente.
Tras la conquista de Irlanda por Cromwell, el castillo fue asignado a la familia Wellington, la cual lo mantuvo en su poder hasta la época de Arthur Wellesley, quien lo vendió a la familia Leslie de Glasough, Monaghan. A lo largo de los años posteriores, la propiedad del castillo de Trim pasó a manos de los barones de Dunsany, los Plunkett. Estos permitieron el libre acceso a las tierras, a la vez que periódicamente se reservaban su utilización con diversas finalidades de tipo lúdico y recreativo. Una parte de las tierras fue igualmente alquilada al ayuntamiento del lugar, siendo utilizada como basurero, y se construyó también un pequeño edificio destinado a ser el centro de reuniones de la Royal British Legion. Los Dunsany mantuvieron la propiedad del castillo hasta el año 1993, fecha en que, tras largos años de negociaciones, Lord Dunsany vendió al Estado de Irlanda el terreno y los edificios, aunque se reservó el disponer de un acceso al río, así como los correspondientes derechos de pesca en el lugar.

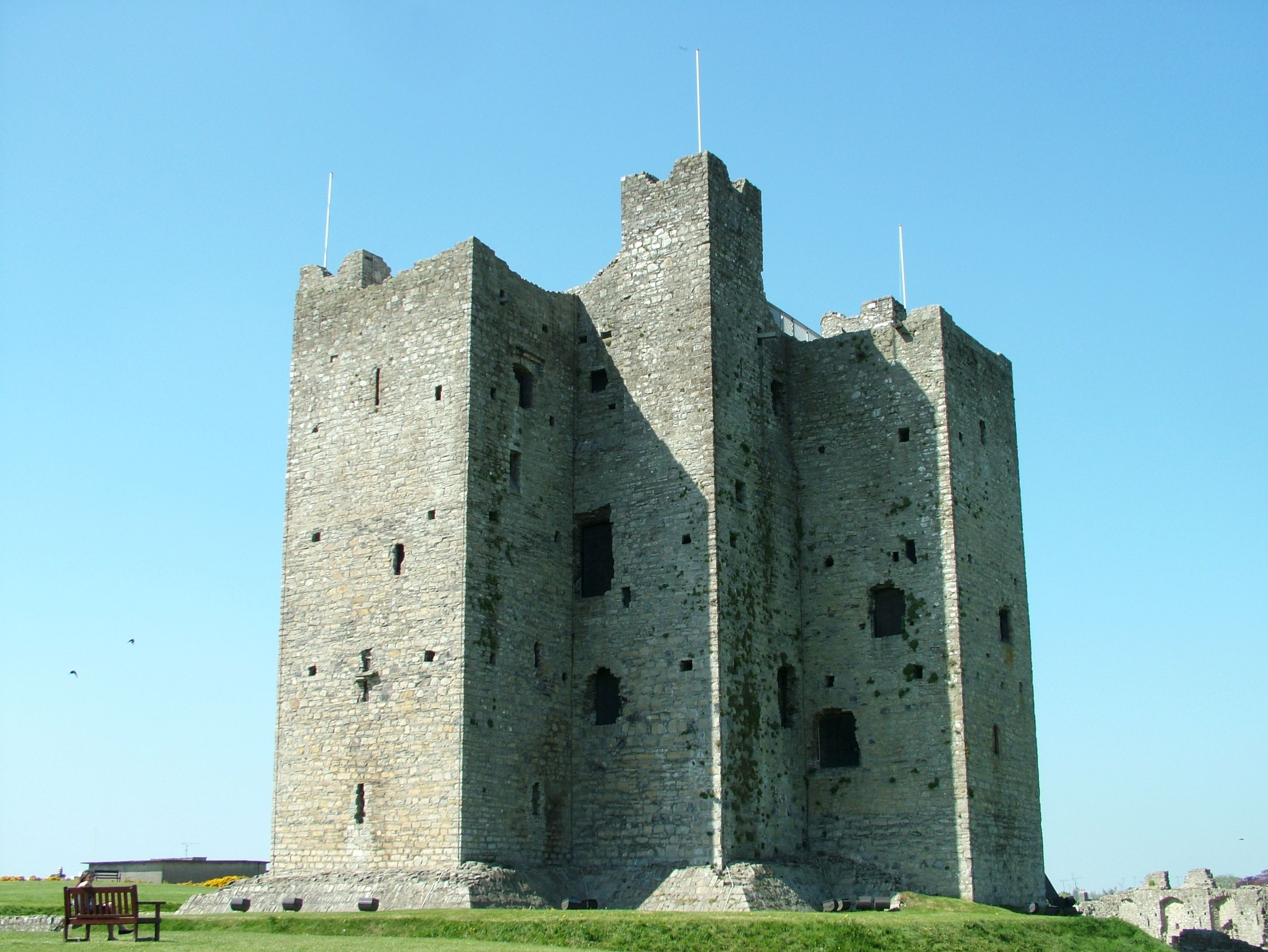
Castillo de Trim.

El Office of Public Works (OPW) irlandés pudo entonces llevar a cabo un importante trabajo de restauración y de excavaciones en el castillo, con un coste total de más de 6 millones de euros. Los trabajos hacían un especial hincapié en la restauración parcial de los fosos, así como en la instalación de un tejado como elemento de protección. Todos estos trabajos de recuperación, restauración y realce del castillo de Trim sirvieron para recibir un premio "Europa Nostra" (conocido también como Premio del Patrimonio Cultural de la Unión Europea) en 2002. Dicho premio pretende "otorgar reconocimiento a las mejores prácticas en el ámbito de la preservación y puesta en valor del patrimonio a nivel europeo".

## Visitas por el público
El castillo de Trim se encuentra abierto al público todos los días desde el sábado de Semana Santa hasta el día de Halloween (31 de octubre), desde las 10 h. y únicamente los fines de semana y días festivos durante el invierno. La entrada es de pago.
Las zonas situadas en el exterior del castillo pueden ser objeto de visita libre, pero el interior de la torre únicamente es accesible por medio de una visita guiada (en inglés) con una duración aproximada de 45 minutos.
Los terrenos pertenecientes al castillo, pero que se encuentran en el exterior de los muros del mismo, son accesibles libremente durante todo el año. Dichos terrenos incluyen un pequeño canal, debidamente restaurado, y unas magníficas vistas, así como un puente peatonal que permite atravesar el río Boyne para acceder de ese modo a algunas ruinas históricas relacionadas con el castillo de Trim, pero ligeramente alejadas del mismo.

## Conservación

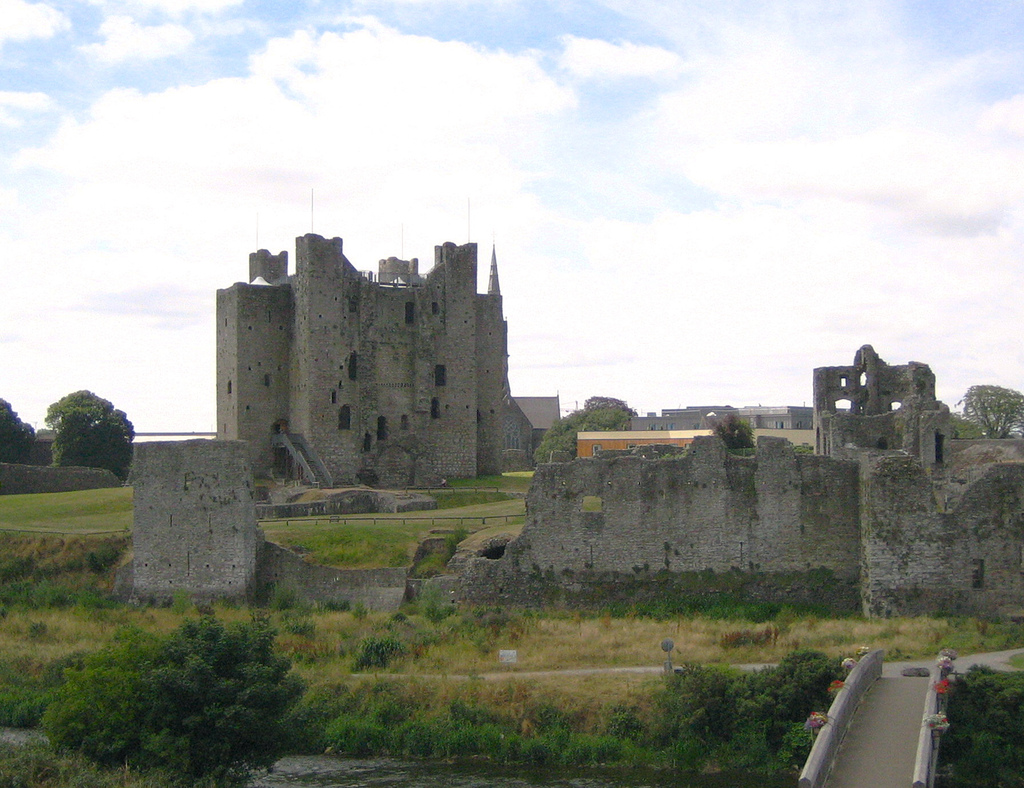
Castillo de Trim.

A principios del siglo XXI, el ministro irlandés de Medio Ambiente, Martin Cullen, ordenó a sus funcionarios que no se opusieran a la construcción de un hotel de cinco pisos de altura, a construir en unos terrenos situados frente al castillo de Trim, y cuya altura superaba a la del propio castillo. La decisión del ministro fue objeto de acerbas críticas, efectuadas por numerosos urbanistas, funcionarios y especialistas en conservación del patrimonio cultural, que ya se habían opuesto anteriormente al tratamiento reservado a otros lugares históricos, como por ejemplo Carrickmines Castle (cuyas ruinas habían sido destruidas para permitir así la construcción de una carretera) o el dominio de Carton (casa y parque históricos del siglo XVIII, que fueron transformados en un hotel y campo de golf en detrimento de su propia conservación). El nuevo hotel, extremadamente próximo al castillo de Trim Castle, abrió sus puertas en agosto de 2006, aportando un considerable número de turistas al castillo, pero causando un fuerte impacto visual en este importante lugar histórico de Irlanda.

## Rodajes
El castillo de Trim fue utilizado en 1994 para el rodaje de algunas escenas de la película Braveheart, dirigida y protagonizada por el estadounidense Mel Gibson.